# اتاق خواب پادشاه ۲
اتاق خواب پادشاه ۲ 
(به تلوگویی: Raju Gari Gadhi 2) و (به انگلیسی: King's bedroom 2) فیلمی هندی محصول سال ۲۰۱۷ و به کارگردانی اوهمکار است. در این فیلم بازیگرانی همچون آکینی ناگرجونا، سامانتا روت پرابو، سیرت کاپور، آشوین بابو، رادیکا ساراتکومار و تجاسوی مادیوادا ایفای نقش کرده‌اند. این فیلم دنباله اتاق خواب پادشاه است و قسمت بعدی آن اتاق خواب پادشاه ۳ نام دارد.